# ويليام أوستين إنغرام
ويليام أوستين إنغرام (بالإنجليزية: William Austin Ingram)‏ هو قاضي ومحامي أمريكي، ولد في 6 يوليو 1924 في جيفرسونفيلي في الولايات المتحدة، وتوفي في 26 مايو 2002 في مينلو بارك في الولايات المتحدة.